# Vierme (Dune)

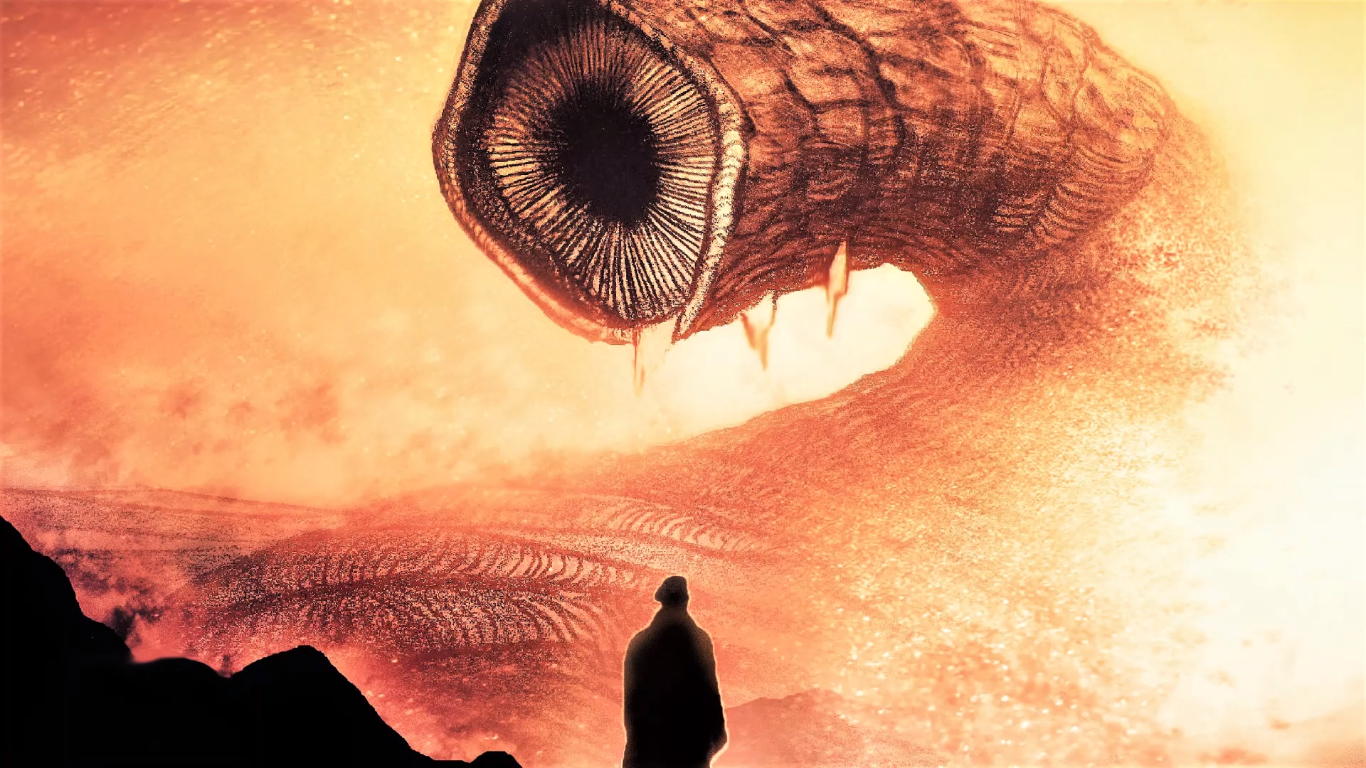
Ilustrația unui vierme din Dune

Vierme (Dune) – "Viermii" planetei Dune (sau Arrakis) sunt ființe vii foarte mari (de lungimi de până la zeci de metri și diametre de ordinul metrilor) de formă tubulară, care trăiesc și se deplasează prin nisipul planetei aidoma unor ființe acvatice în apă. Viermii au un fel de schelet extern inelar rigid, alcătuit din sute de inele rigide paralele, pe care se găsește întins tegumentul lor extern. Viermii sunt unica sursă de mirodenie (sau melanj) din Univers.